# Годольфин Арабиан
Годольфин Арабиан (ок. 1724—1753) — один из трёх жеребцов, ставших родоначальниками современных чистокровных верховых лошадей (двумя другими являются Байерли Тюрк и Дарли Арабиан). Он получил своё имя в честь своего владельца, Фрэнсиса Годольфина, второго эрла Годольфина.
В отношении его происхождения до сих пор существуют споры, поскольку страной его происхождения предположительно является Тунис (что позволяет отождествить его с барбом — берберской породой), однако сохранившиеся портреты дают возможность предполагать, что это именно арабская лошадь; существует версия, что на самом деле Годольфин Арабиан имел туркменское происхождение и был назван арабским жеребцом, чтобы быть проданным по большей цене, но мнение, что в нём как минимум значительный процент «арабской» крови, является общепринятым.
В 1729 году лошадь оказалась у князя Монако, который подарил её королю Франции Людовику XIV. Затем она была куплена во Франции Эвардом Коксом и жила в конюшне Лонгфорд-Холла до смерти владельца в 1733 году. Будучи завещанным Роджеру Уильямсу, Годольфин Арабиан был впоследствии куплен Фрэнсисом Годольфином и жил в конюшне в Бабрахэме. Многие американские чистокровные верховые лошади ведут своё происхождение именно от Годольфина Арабиана. Является дедом знаменитого коня Мэтчема, родившегося в 1748 году. Его романтизированная биография является центральной темой романа King of the Wind Маргарет Хенри.